# George Kelly (psychologue)
Pour les articles homonymes, voir George Kelly et Kelly.
George Kelly, né le 28 avril 1905 et mort le 6 mars 1967, est un psychologue et thérapeute américain connu pour ses travaux en psychologie de la personnalité. Il a développé dans les années 1950 la Personal Construct Psychology (PCP) qui s'inscrit dans une perspective cognitiviste. Dans cette « théorie des construits personnels », les construits (« constructs ») sont, selon Kelly, des structures mentales qui « déterminent les comportements des individus, leurs pensées et leurs impressions », et qui sont utilisées pour « anticiper et prédire les événements ».

## Cursus
Après avoir obtenu un B.A. en physique et mathématiques en 1926, il obtient un master's degree en sociologie à l'université du Kansas.
Il obtient par la suite une maîtrise et un doctorat de psychologie à l'université de l'Iowa (1931). Sa thèse porte sur les troubles de l'élocution et de la lecture (Common factors in reading and speech disabilities).
Au cours de la Seconde Guerre mondiale, Kelly travaille comme psychologue dans l'armée de l'air américaine. Après la guerre, il devient professeur de psychologie clinique au sein de l'université d'État de l'Ohio (1945-1965) et termine sa carrière à l'université Brandeis.
Il a été président de la section « consultation clinique » de la Société américaine de psychologie.

## Publication principale
- The psychology of personal constructs. Vol. I, II, Norton, New York, 1955. (réédité en 1991 par Routledge)